# 29431 Shijimi
29431 Shijimi este un asteroid din centura principală de asteroizi.

## Descriere
29431 Shijimi este un asteroid din centura principală de asteroizi. A fost descoperit pe 12 aprilie 1997 la Yatsuka de Hiroshi Abe (astronom). Asteroidul prezintă o orbită caracterizată de o semiaxă mare de 2,24 ua, o excentricitate de 0,16 și o înclinație de 7,2° în raport cu ecliptica.